# Love, Again
Love, Again (em português: Amor, de Novo) é um romance de 1996 da escritora Doris Lessing, vencedora do Nobel de Literatura em 2007. A obra gira em torno da personagem principal, Sarah Durham, uma diretora de teatro de 65 anos, viúva há muitos anos, que descobre o amor novamente, embora acreditasse que isso não mais aconteceria. São discutidos assuntos como envelhecimento, tempo, solidão e paixão, com reflexões sobre a juventude.
Nos últimos anos, Lessing tem sido editada pela Companhia das Letras no Brasil.